# Палей, Дарья (танцовщица)
Дарья Палей (род. 19 июля 1997 года, Киев) — украинская и российская танцовщица

.

## Биография
Дарья Палей родилась 19 июля 1997 года в Киеве. Родители Дарьи проживают в Испании. Имеет старшего брата Дмитрия, с которым начала заниматься бальными танцами.
В школе училась хорошо, но учителям не нравилось то, что она много пропадала на соревнованиях.
Преподавание в школе, кстати, велось на украинском языке.
В 14 лет могла переехать в Польшу или Англию, но выбрала Москву. Училась с 7 класса в спортивной школе, там же познакомилась с партнером Никитой Павловым.
После школы поступила в Национальный государственный Университет физкультуры, спорта и здоровья имени Петра Лесгафта в Санкт-Петербурге.

## Карьера
Танцевать Дарья начала изначально в клубе «Альта», где её тренерами были Алексей и Татьяна Баллы. Именно эти преподаватели международного уровня привили Дарье любовь к танцу.
С 13 лет Дарья Палей на всех соревнованиях представляла Россию.
В 2010 году партнёром Дарьи стал Никита Павлов. Занимались они в спортивно-танцевальном клубе «Кристалл». В 2015 году пара распалась.
С 2013 года девушка стала работать в качестве хореографа.
В 2016 году Дарья вместе с Романом Ковганом выступила на чемпионате Европы по латиноамериканским танцам, завоевала бронзовую медаль. В этом же году выступили в качестве гостей в популярном шоу «Вечерний Ургант».
В 2017 году стала второй на чемпионате Европы (партнёр — Денис Тагинцев).
В 2020 году Дарья продолжала заниматься с Антоном Карповым.
В 2021 году участвовала в проекте «Танцы со звёздами» в паре с рэпером и блоггером Давидом Манукяном (DAVA). Заняли 2 место, и формально получили «приз зрительских симпатий».

## Личная жизнь
Замужем за хореографом Алексеем Сильде, пара воспитывает двоих дочерей 2019 и 2022 г.р соответственно. 

## Награды
- Мастер спорта международного класса[5].
- Двукратная чемпионка мира по латиноамериканской программе[5].
- Двукратная чемпионка Европы по латиноамериканской программе[5].
- Вице-чемпионка России среди профессионалов[5].
- Бронзовый призер чемпионата Европы среди профессионалов[5].
- Вице-чемпионка мира и по латиноамериканскому шоу[5].
- Вице-чемпионка Европы по латиноамериканскому шоу[5].
- 2 место в шоу «Танцы со звёздами» (2021)[7].

## Факты
- В свободное время любит готовить, петь, а также читать книги на медицинскую тематику[2].